# Fraccionamiento Ex-Hacienda el Refugio
Fraccionamiento Ex-Hacienda el Refugio är en ort i Mexiko.   Den ligger i kommunen Zamora och delstaten Michoacán de Ocampo, i den centrala delen av landet, 300 km väster om huvudstaden Mexico City. Fraccionamiento Ex-Hacienda el Refugio ligger 1 607 meter över havet och antalet invånare är 2 620.
Terrängen runt Fraccionamiento Ex-Hacienda el Refugio är kuperad åt sydost, men åt nordväst är den platt. Runt Fraccionamiento Ex-Hacienda el Refugio är det tätbefolkat, med 331 invånare per kvadratkilometer. Närmaste större samhälle är Zamora, 4,8 km nordväst om Fraccionamiento Ex-Hacienda el Refugio. Runt Fraccionamiento Ex-Hacienda el Refugio är det i huvudsak tätbebyggt.